# LÉ Eithne (P31)
LÉ Eithne (P31) — вертолётоносец ВМС Ирландии и бывший флагманский корабль, получил имя Этне в честь персонажа ирландской мифологии, матери Луга.

## История

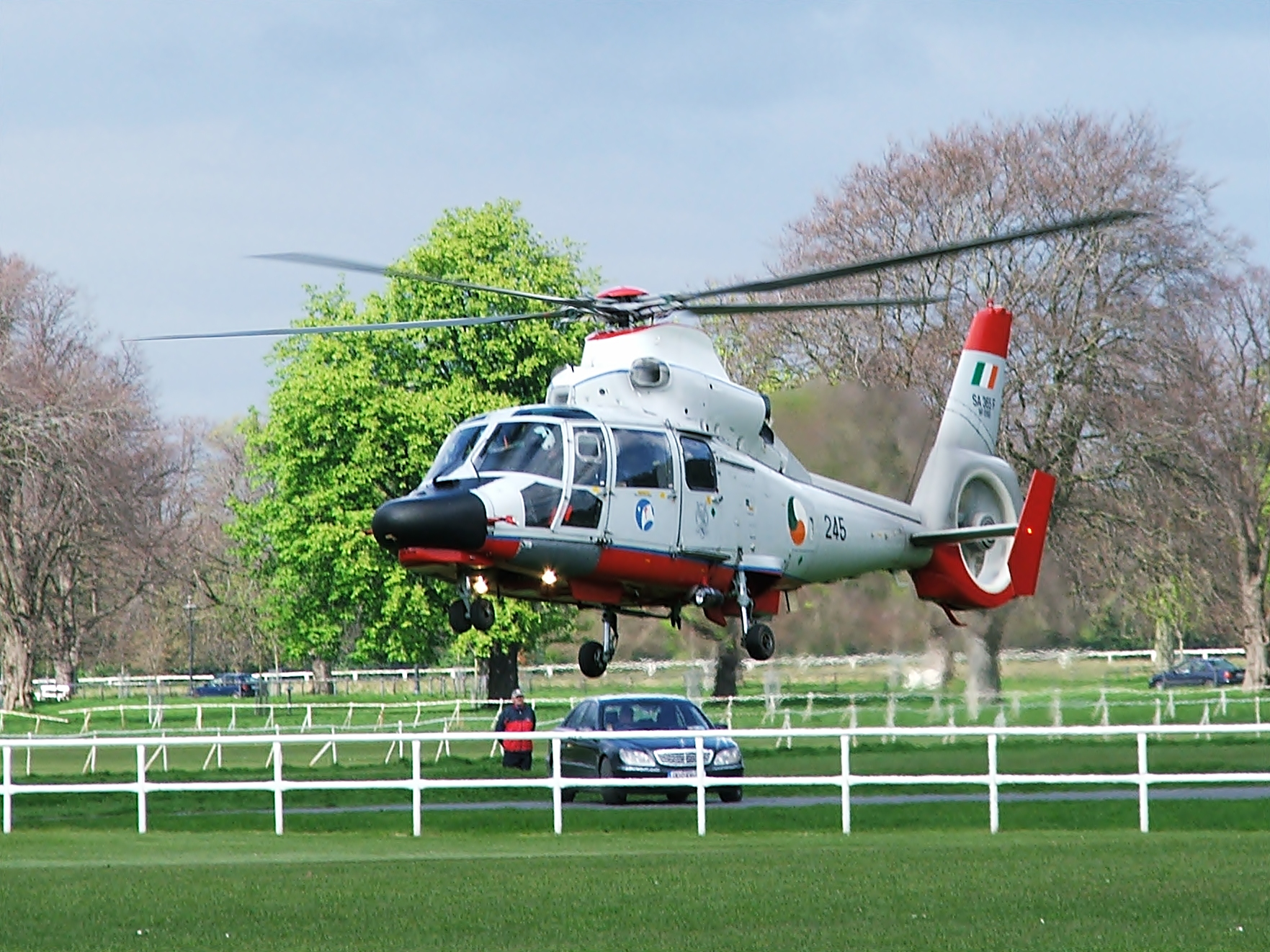
Вертолёт 365N ВВС Ирландии

Корабль был спроектирован и построен для дальних патрулирований. Первоначально планировалось заказать серию из четырёх кораблей, однако бюджетные ограничения не дали этим планам осуществиться, и «Этне» осталась единственным кораблём своего класса.
«Этне» — самый большой корабль ВМС Ирландии и единственный, имеющий вертолётную палубу. «Этне» стала последним кораблём, построенным на верфи «Верлоум» в Рашбруке перед её закрытием.
Службу в рядах ВМС Ирландии начал 7 декабря 1984 года.
В апреле-июне 2006 года «Этне» посетила Буэнос-Айрес и приняла участие в торжествах по поводу предстоящей 150-летней годовщины смерти адмирала Уильяма Брауна, уроженца Ирландии. На «Этне» в Ирландию была доставлена статуя Уильяма Брауна, ныне установленная в Дублине.
Выведен из состава флота 8 июля 2022 года.